# Bacchisa tonkinensis
Bacchisa tonkinensis là một loài bọ cánh cứng trong họ Cerambycidae.